# Cos-B
El COS-B fue un satélite de la Agencia Espacial Europea, lanzado por la NASA, que estudió los rayos gamma que emiten objetos en el espacio. Fue lanzado en agosto de 1975 y su misión (proyectada originalmente para 2 años) se extendió hasta el 25 de abril de 1982. 

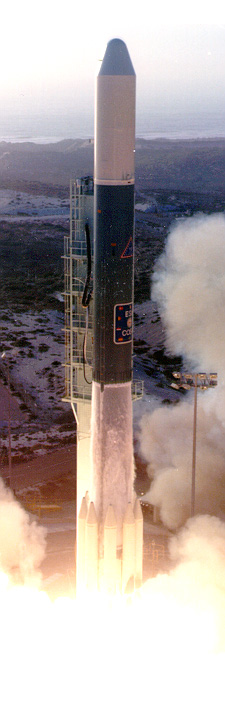
Lanzamiento de COS-B mediante el cohete Delta 2913.

## Objetivos de la misión
El objetivo principal fue estudiar el aspecto y distribución de rayos gamma de la Vía Láctea y el flujo de rayos gamma extragaláctico, estudiando las fuentes conocidas de esta radiación y buscando fuentes aún no conocidas.
Como resultado de la misión se creó el catálogo de fuentes de rayos gamma (catálogo 2GC) y el primer mapa completo del disco de nuestra galaxia.